# Krummwisch
Krummwisch ist eine Gemeinde im Kreis Rendsburg-Eckernförde in Schleswig-Holstein.

## Geographie

### Geographische Lage
Das Gemeindegebiet von Krummwisch erstreckt sich am südlichen Ufer des Nord-Ostsee-Kanals in der naturräumlichen Haupteinheit Ostholsteinisches Hügel- und Seenland (Nr. 702) zwischen Kiel und Rendsburg.

### Gemeindegliederung
Neben der Dorflage gleichen Namens, befinden sich auch die weiteren Dorflagen Groß Nordsee und Klein Königsförde, das Gut Möglin, die Siedlung Frauendamm, weiter der Hof Heisch und die Streusiedlung Neu Königsförde als weitere Wohnplätze im Gemeindegebiet. Weitere Höfe sind Stoffsee und Moorkamp.

### Nachbargemeinden
Direkt angrenzende Gemeindegebiete von Krummwisch sind:
|           | Lindau, Schinkel                            |          |
| Bovenau   | Kompassrose, die auf Nachbargemeinden zeigt | Quarnbek |
| Bredenbek | Felde                                       |          |

## Geschichte
Krummwisch wurde 1523 erstmals erwähnt. Den heutigen Zuschnitt erhielt die Gemeinde im Jahr 1929, als sie vom Gutsbezirk Groß Nordsee abgetrennt wurde.

## Politik

### Gemeindevertretung
Bei der Kommunalwahl am 14. Mai 2023 wurden insgesamt neun Sitze vergeben. Von diesen erhielt die Allgemeine Wählergemeinschaft fünf Sitze und die Kommunale Wählergemeinschaft vier Sitze.

### Wappen
Blasonierung: „Von Blau und Grün durch einen breiten goldenen Balken, dieser mit fünf schräglinken grünen Laubbäumen belegt, schrägrechts geteilt. Oben eine goldene Krone, unten eine goldener Hirschkopf.“

## Sehenswürdigkeiten

### Gut Groß Nordsee
Das Gut Groß Nordsee wurde im 13. Jahrhundert erstmals erwähnt. Im 19. Jahrhundert wurde es als landwirtschaftliches Mustergut geführt. Heute wird es als Reithof genutzt.

### Gut Klein Königsförde

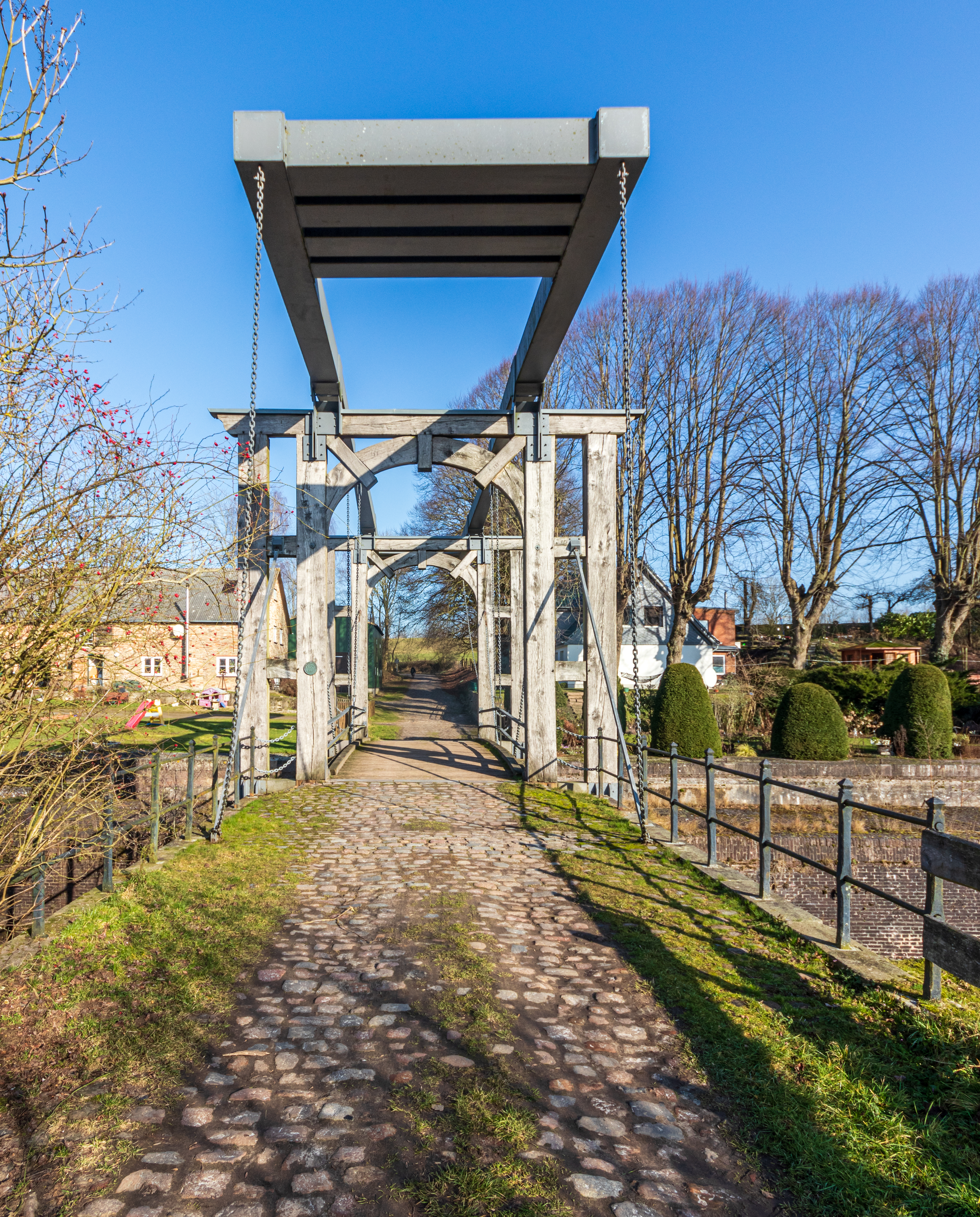
Holländerklappbrücke am Eiderkanal

Das Gut, das bis 1806 ein Meierhof von Groß Nordsee war, liegt direkt am Nord-Ostsee-Kanal und wurde Anfang des 20. Jahrhunderts als Gaststätte mit eigener Dampfschiffanlegestelle betrieben. Der Gutshof befindet sich in Privatbesitz.

### Eiderkanal
Im Gemeindegebiet sind 1,5 km des historischen Eiderkanals, der Ende des 18. Jahrhunderts als Vorläufer des Nord-Ostsee-Kanals erbaut wurde, erhalten. Die Königsförder Schleuse ist eine der sechs Kastenschleusen, mit deren Hilfe die Höhenunterschiede überwunden werden konnten. Die Schleuse wurde zusammen mit der daneben liegenden hölzernen Holländerklappbrücke 1987/88 restauriert.

## Wirtschaft
Die Gemeinde ist überwiegend landwirtschaftlich geprägt. Der Verlag Königsfurt-Urania hat seinen Sitz in Krummwisch.